# ويندل كوري
ويندل كوري (بالإنجليزية: Wendell Corey) (و. 1914 – 1968 م) هو ممثل، وسياسي، وممثل مسرحي، وممثل تلفزيوني من الولايات المتحدة الأمريكية ولد في دراكوت.
وهو عضو في الحزب الجمهوري .

## روابط خارجية
- ويندل كوري على موقع IMDb (الإنجليزية)
- ويندل كوري على موقع ألو سيني (الفرنسية)
- ويندل كوري على موقع ميوزك برينز (الإنجليزية)
- ويندل كوري على موقع تيرنر كلاسيك موفيز (الإنجليزية)
- ويندل كوري على موقع أول موفي (الإنجليزية)
- ويندل كوري على موقع قاعدة بيانات برودواي على الإنترنت (الإنجليزية)
- ويندل كوري على موقع قاعدة بيانات الأفلام السويدية (السويدية)
- ويندل كوري على موقع إن إن دي بي (الإنجليزية)
- ويندل كوري على موقع قاعدة بيانات الفيلم (الإنجليزية)
- ويندل كوري على موقع كينوبويسك (الروسية)